# Leszek Pazderski
Leszek Pazderski (ur. 16 maja 1969 w Bydgoszczy) – polski chemik, zajmujący się chemią koordynacyjną i spektroskopią molekularną.

## Życiorys
W 1988 roku ukończył II Liceum Ogólnokształcące w Bydgoszczy. Następnie podjął studia chemiczne na Uniwersytecie Mikołaja Kopernika w Toruniu, które ukończył w roku 1993. Siedem lat później doktoryzował się, pod okiem Antoniego Grodzickiego, rozprawą zatytułowaną Kompleksy wybranych metali przejściowych z 5,7-dwupodstawionymi pochodnymi, 1,2,4-triazolo-[1,5]-pirymidyny. W 2011 roku obronił pracę habilitacyjną pt. Przesunięcia koordynacyjne 15N, 1H, 13C NMR narzędziem badań strukturalnych diamagnetycznych kompleksów metali d-elektronowych z azynami. Obecnie jest pracownikiem Katedry Chemii Analitycznej i Spektroskopii Stosowanej Wydziału Chemii UMK.

## Wybrane publikacje
- The X-ray structure and spectroscopy of platinum(II) complexes with 1,2,4-triazolo[1,5-a]pyrimidines and dimethylsulfoxide, Inorg. Chim. Acta, 333 (2002) 93-99
- The X-ray structure of bis(5,7-dimethyl-1,2,4-triazolo-[1,5a]-pyrimidinium)hexachloroplatinum(IV) and spectroscopical properties of Pt(ll) and Pt(IV) chloride complexes with 1,2,4-triazolo-[1,5a]-pyrimidines, Polyhedron, 21 (2002) 343-348
- Multinuclear NMR Spectroscopy and Antiproliferative Activity in vitro of Platinum(II) and Palladium(II) Complexes with 6-mercaptopurine, J. Mol. Struct., 707, 7, 2004